# Том Фрэндли
Том Фрэндли (англ. Tom Friendly) — один из второстепенных героев американского телесериала «Остаться в живых». Том — один из Других и, очевидно, лояльно относится к Бену. В течение первого и второго сезонов он играл грозного представителя Других и, казалось, был их лидером. При первых столкновениях с выжившими на нём была фальшивая борода и старая одежда. Позже выяснилось, что таким образом Другие скрывали своё настоящее происхождение. Со слов Бена, Том никто в сравнении с Джейкобом, их настоящим лидером. Однако он обладал некоторой властью и влиянием, как было видно из его разговора с Итаном, его отношений с Алекс, Пикеттом и с группой Других, которые схватили Хёрли, Джека, Кейт и Сойера. Он был застрелен Сойером 21 декабря 2004 года, в последней серии 3-го сезона «В Зазеркалье».

## Ориентация
Споры о сексуальной ориентации Тома начались после показа первой серии третьего сезона, где Том говорит Кейт (Эванджелин Лилли), что «она — не его тип». Через несколько недель авторы намекнули, что персонаж в конечном счёте окажется геем. Подогревая подозрения интернет-сообщества, М. К. Гейни начал по-другому играть своего героя, заставляя его флиртовать с Джеком (Мэтью Фокс).
В одной из сцен серии «Знакомьтесь — Кевин Джонсон» Майкл приходит в гостиничный номер к Тому и застаёт того с любовником — Артуром (Франческо Саймон). После выхода этой серии на экран Кьюз и Линделоф подтвердили, что сюжетная линия, посвящённая ориентации Тома велась с начала третьего сезона, но они чувствовали, что надо было явно раскрыть её. Линделоф заметил, что это был далеко не тонкий намёк. Эдвард Китсис сказал, что «это было великолепно — видеть Тома и понимать, что он настоящий джентльмен». М. К. Гейни описал это так: «В любой группе людей должен быть кто-то не такой, как все, и Том оказался этим человеком», а Гарольд Перрино отметил, что он считает ориентацию Тома хорошей сценарной находкой.